# 護衛
護衛，（穆麟德轉寫：hiya，或以滿語直接音譯為蝦、轄，與侍衛相同），是清朝隸屬於王公府、公主府、外藩蒙古、回部王公府的武職官名，執掌各府的警備、隨扈事宜。

## 品級員額
一等護衛，從三品。二等護衛，從四品。三等護衛，從五品。
- 攝政王府，護衛共30人，一等護衛10人、二等護衛10人、三等護衛10人。
- 輔政王府，護衛共23人，一等護衛7人、二等護衛7人，三等護衛9人。
- 和碩親王府，護衛共20人，一等護衛6人、二等護衛6人，三等護衛8人。
- 多羅郡王府，護衛共15人，一等護衛6人，二等護衛4人，三等護衛5人。
- 多羅貝勒府，護衛共10人，二等護衛6人，三等護衛4人。
- 固山貝子府，三等護衛6人。
- 奉恩鎮國公府，三等護衛4人。
- 奉恩輔國公府，三等護衛4人。
- 固倫公主府，護衛共5人，一等護衛1人、二等護衛2人、三等護衛2人。
- 和碩公主府，護衛共3人，二等護衛2人 三等護衛1人。

### 恩賞增額
部分王府因皇帝恩賞，得以超額設置護衛：
雍正朝
- 怡親王允祥，賞親王雙俸，護衛員額加倍。
- 順承郡王錫保，賞親王俸，護衛員額比照親王。後因事受處分撤回。

乾隆朝
- 莊親王允祿，賞親王雙俸，護衛員額加倍。
- 果親王允禮，賞親王雙俸，護衛員額加倍。後因事受處分撤回。
- 輝特親王阿睦爾撒納，賞親王雙俸，護衛員額加倍。後因叛亂撤回。
- 科爾沁達爾罕親王色布騰巴爾珠爾，賞親王雙俸，護衛員額加倍。
- 杜爾伯特親王車凌，賞親王雙俸，護衛員額加倍。

嘉慶朝
- 儀親王永璇，增置一、二、三等護衛各2人。
- 成親王永瑆，增置一、二、三等護衛各2人。
- 定親王綿恩，增置一等護衛1人，二、三等護衛各2人。
- 慶郡王永璘，增置一等護衛1人，二、三等護衛各2人。

宣統朝
- 監國攝政王載灃，護衛為親王雙倍。

## 沿革
順治元年（1644年），制定宗室諸王、貝勒、貝子、公爵護衛員額，一等護衛三品、二等四品、三等五品。八年（1651年），釐定王府武職官制，設置長史、司儀長、散騎郎、護衛、典儀各官，佐領下各置驍騎校。乾隆十九年（1754年），規定武職品級正、從，王公護衛都定為從品。五十一年（1786年），訂定公主府屬官員額。五十九年（1794年），諭回部、土爾扈特部、杜爾伯特部、和碩特部王公府等護衛官員，因為歸附時間不長，照例揀選或多挑補一二員均無不可，不需嚴格要求，待二十年後再照例辦理。六十年（1795年），諭追贈王爵的揚古利、福康安後人照宗室貝子之例揀放護衛。